# Olympische Sommerspiele 2012/Teilnehmer (Marshallinseln)
| Gelbes Symbol für Goldmedaillen mit stilisierten Olympischen Ringen | Graues Symbol für Silbermedaillen mit stilisierten Olympischen Ringen | Braundes Symbol für Bronzemedaillen mit stilisierten Olympischen Ringen |
| ------------------------------------------------------------------- | --------------------------------------------------------------------- | ----------------------------------------------------------------------- |
| —                                                                   | —                                                                     | —                                                                       |

Die Marshallinseln nahmen in London an den Olympischen Spielen 2012 teil. Es war die insgesamt zweite Teilnahme an Olympischen Sommerspielen. Das Marshall Islands National Olympic Committee nominierte vier Athleten in zwei Sportarten.
Fahnenträgerin bei der Eröffnungsfeier war die Leichtathletin Haley Nemra.

## Teilnehmer nach Sportarten

### Leichtathletik
Laufen und Gehen
| Athleten      | Wettbewerb | Vorlauf                            | Vorlauf                            | Halbfinale                         | Halbfinale                         | Finale                             | Finale                             | Rang |
| Athleten      | Wettbewerb | Zeit                               | Rang                               | Zeit                               | Rang                               | Zeit                               | Rang                               | Rang |
| ------------- | ---------- | ---------------------------------- | ---------------------------------- | ---------------------------------- | ---------------------------------- | ---------------------------------- | ---------------------------------- | ---- |
| Frauen        |            |                                    |                                    |                                    |                                    |                                    |                                    |      |
| Haley Nemra   | 800 m      | 2:14,90 min                        | 6                                  | ausgeschieden                      | ausgeschieden                      | ausgeschieden                      | ausgeschieden                      | 34   |
| Männer        |            |                                    |                                    |                                    |                                    |                                    |                                    |      |
| Timi Garstang | 100 m      | in der Qualifikation ausgeschieden | in der Qualifikation ausgeschieden | in der Qualifikation ausgeschieden | in der Qualifikation ausgeschieden | in der Qualifikation ausgeschieden | in der Qualifikation ausgeschieden | –    |

### Schwimmen
| Athleten         | Wettbewerb    | Vorlauf | Vorlauf | Halbfinale    | Halbfinale    | Finale        | Finale        | Rang |
| Athleten         | Wettbewerb    | Zeit    | Rang    | Zeit          | Rang          | Zeit          | Rang          | Rang |
| ---------------- | ------------- | ------- | ------- | ------------- | ------------- | ------------- | ------------- | ---- |
| Frauen           |               |         |         |               |               |               |               |      |
| Ann-Marie Hepler | 50 m Freistil | 28,06 s | 3       | ausgeschieden | ausgeschieden | ausgeschieden | ausgeschieden | 49   |
| Männer           |               |         |         |               |               |               |               |      |
| Giordan Harris   | 50 m Freistil | 26,08 s | 6       | ausgeschieden | ausgeschieden | ausgeschieden | ausgeschieden | 46   |